# Locon
Locon est une commune française située dans le département du Pas-de-Calais en région Hauts-de-France. Ses habitants sont appelés les Loconois. La commune est membre de la communauté d'agglomération de Béthune-Bruay, Artois-Lys Romane.

## Géographie

### Localisation
Localisée dans l'est du département du Pas-de-Calais, Locon est une commune traversée par la Lawe et située, à vol d'oiseau, à 5 km au nord de la commune de Béthune (aire d'attraction et chef-lieu d'arrondissement).
Le territoire de la commune est limitrophe de ceux de six communes.
Les communes limitrophes sont Annezin, Beuvry, La Couture, Essars, Hinges et Lestrem.

### Géologie et relief
La superficie de la commune est de 9,52 km2 ; son altitude varie de 17  à   20 m.

### Hydrographie
Le territoire de la commune est situé dans le bassin Artois-Picardie.
La commune est traversée par six cours d'eau :
- la Lawe, d'une longueur de 40,97 km, qui prend sa source dans la commune de Magnicourt-en-Comte et se jette dans la Lys au niveau de la commune de La Gorgue[4] ;
- le Turbeauté 1, d'une longueur de 10,36 km[5] ;
- le fossé des Barizeaux, d'une longueur de 9,95 km[6] ;
- le ruisseau des wattines, d'une longueur de 3,82 km[7] ;
- un cours d'eau au toponyme hydrographique inconnu, d'une longueur de 2,05 km[8] ;

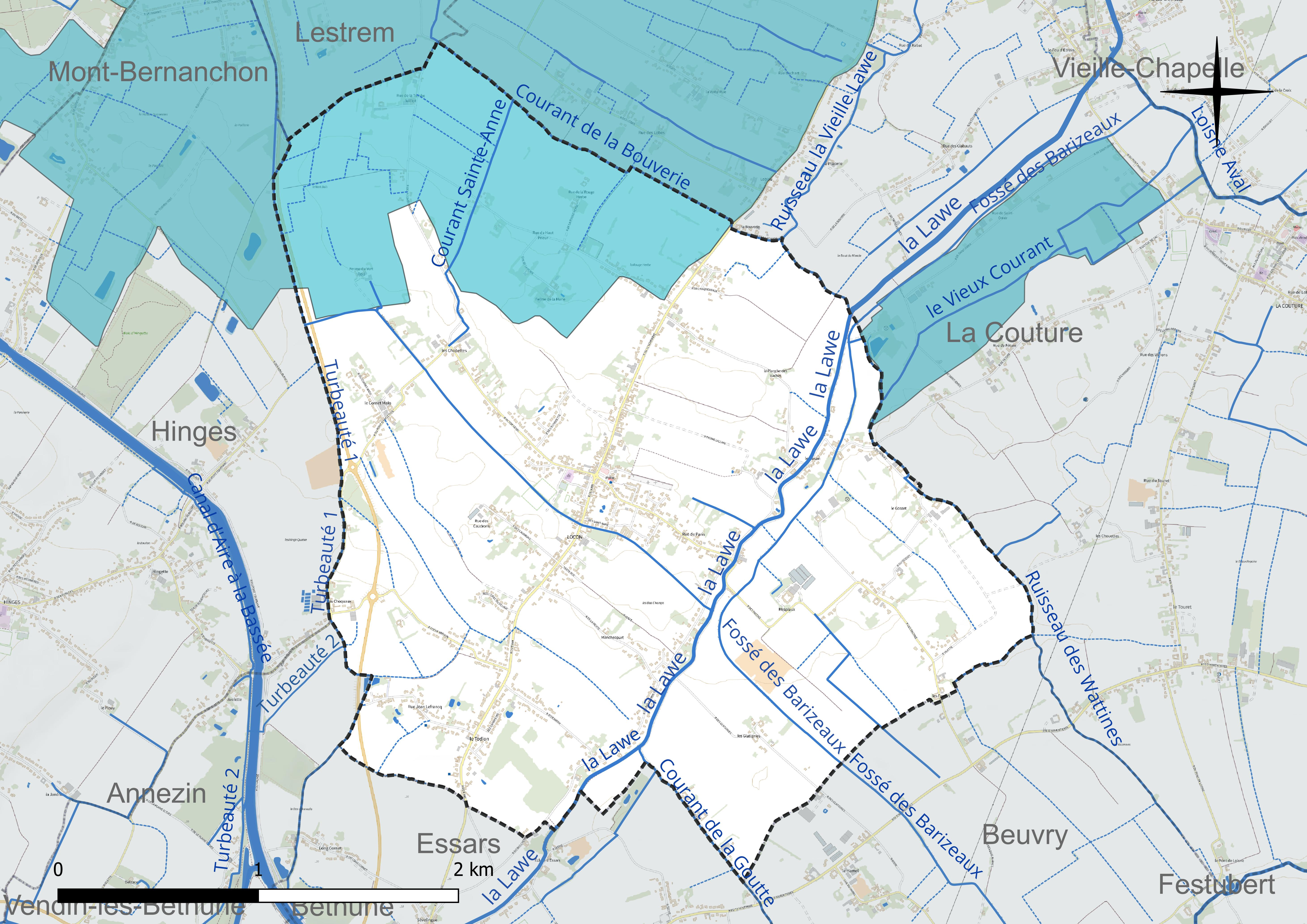
Réseau hydrographique de Locon.

- un cours d'eau au toponyme hydrographique inconnu, d'une longueur de 1,29 km[9].

### Climat
Pour des articles plus généraux, voir Climat des Hauts-de-France et Climat du Pas-de-Calais.
En 2010, le climat de la commune est de type climat océanique dégradé des plaines du Centre et du Nord, selon une étude du CNRS s'appuyant sur une série de données couvrant la période 1971-2000. En 2020, Météo-France publie une typologie des climats de la France métropolitaine dans laquelle la commune est exposée à un climat océanique et est dans la région climatique Côtes de la Manche orientale, caractérisée par un faible ensoleillement (1 550 h/an) ; forte humidité de l’air (plus de 20 h/jour avec humidité relative > 80 % en hiver), vents forts fréquents.
Pour la période 1971-2000, la température annuelle moyenne est de 10,7 °C, avec une amplitude thermique annuelle de 14 °C. Le cumul annuel moyen de précipitations est de 727 mm, avec 11,7 jours de précipitations en janvier et 8,9 jours en juillet. Pour la période 1991-2020, la température moyenne annuelle observée sur la station météorologique la plus proche, située sur la commune de Lillers à 13 km à vol d'oiseau, est de 11,1 °C et le cumul annuel moyen de précipitations est de 731,5 mm,. Pour l'avenir, les paramètres climatiques de la commune estimés pour 2050 selon différents scénarios d'émission de gaz à effet de serre sont consultables sur un site dédié publié par Météo-France en novembre 2022.

### Milieux naturels et biodiversité

#### Espèces faunistiques et floristiques
L’Inventaire national du patrimoine naturel (INPN) recense plusieurs espèces faunistiques et floristiques sur le territoire de la commune dont certaines sont protégées et d’autres menacées et quasi-menacées.

## Urbanisme

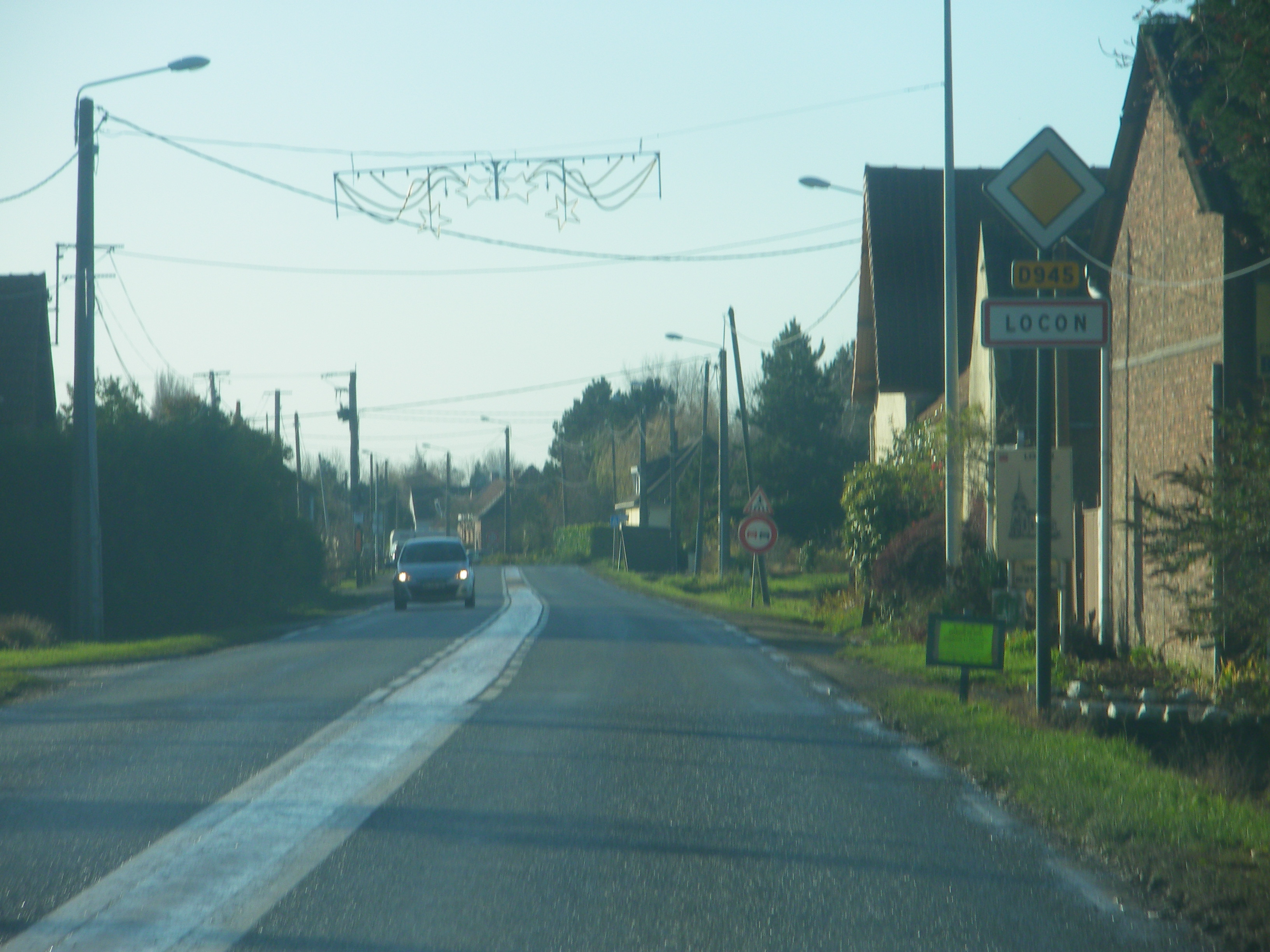
Une entrée de la commune sur la RD 945, en provenance de La Couture.

### Typologie
Au 1er janvier 2024, Locon est catégorisée ceinture urbaine, selon la nouvelle grille communale de densité à sept niveaux définie par l'Insee en 2022.
Elle appartient à l'unité urbaine de Béthune, une agglomération inter-départementale regroupant 94  communes, dont elle est une commune de la banlieue,,. Par ailleurs la commune fait partie de l'aire d'attraction de Béthune, dont elle est une commune de la couronne,. Cette aire, qui regroupe 23 communes, est catégorisée dans les aires de 50 000 à moins de 200 000 habitants,.

### Occupation des sols
L'occupation des sols de la commune, telle qu'elle ressort de la base de données européenne d’occupation biophysique des sols Corine Land Cover (CLC), est marquée par l'importance des territoires agricoles (85,2 % en 2018), en diminution par rapport à 1990 (87,7 %). La répartition détaillée en 2018 est la suivante : 
terres arables (85,2 %), zones urbanisées (14,8 %). L'évolution de l’occupation des sols de la commune et de ses infrastructures peut être observée sur les différentes représentations cartographiques du territoire : la carte de Cassini (XVIIIe siècle), la carte d'état-major (1820-1866) et les cartes ou photos aériennes de l'IGN pour la période actuelle (1950 à aujourd'hui).

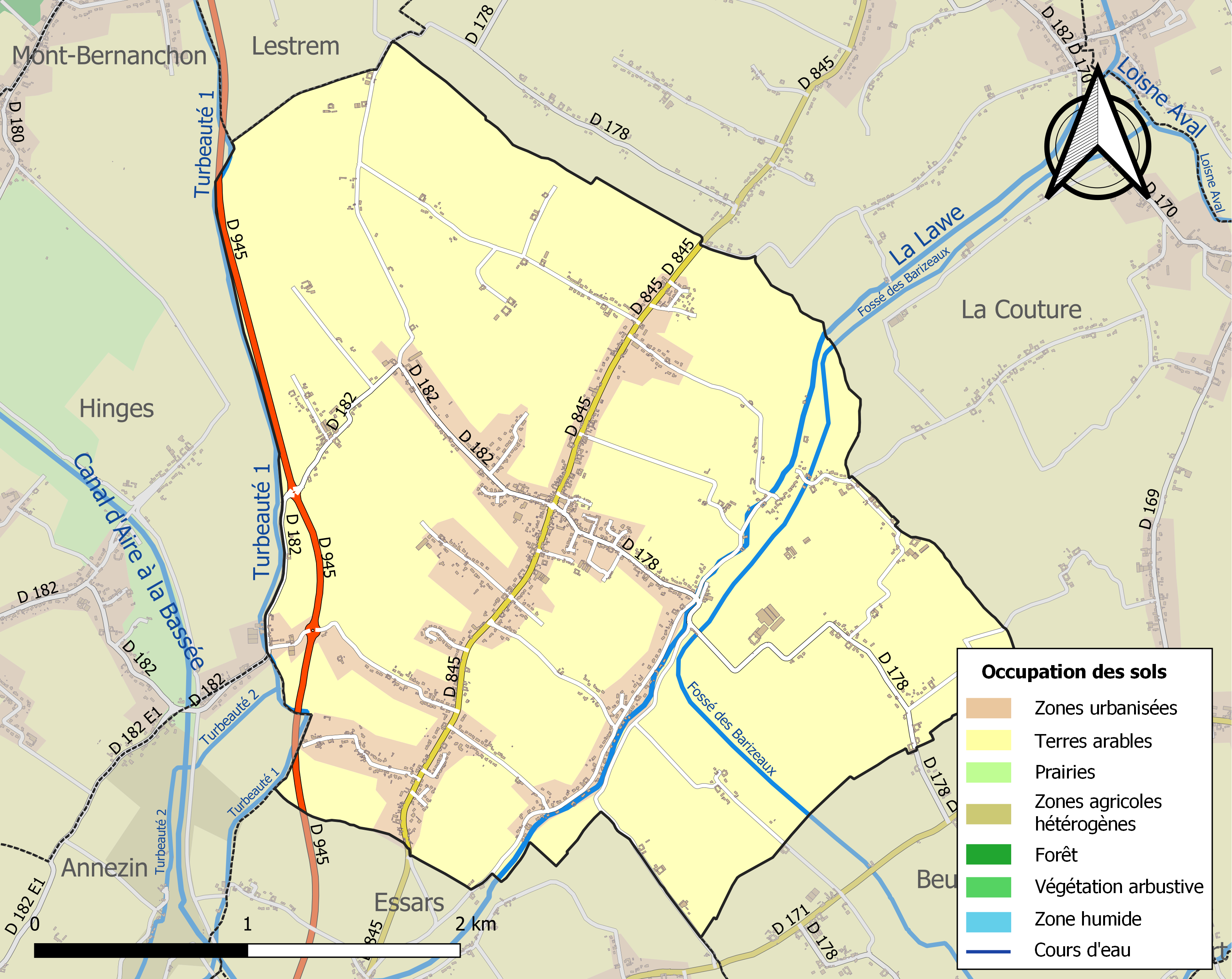
Carte des infrastructures et de l'occupation des sols de la commune en 2018 (CLC).

### Voies de communication et transports

#### Transport urbain
Dans la commune fonctionnait, de 1899 à 1932, la ligne de tramway de Béthune à Estaires, une ancienne ligne de tramway qui circulait de Béthune (Pas-de-Calais) jusqu’à Estaires (Nord).

## Toponymie
Le nom de la localité est attesté sous les formes Locum en 1152 ; Lockon en 1138 ; Locon vers 1190 ; Le Lokon en 1305 ; Loccon en 1616 ; Locon, appelé la « baronnie de des Lions » en 1732 ; Locon en 1793 et Locon depuis 1801.
Le nom de la commune s'écrit Lockon en flamand.

## Histoire
Le nom de Locon apparaît pour la première fois sur un document de 1307.
Le 22 septembre 1616, sont données au château de Terbureren, des lettres de chevalerie pour Charles de Coupigny, seigneur de Sallau, et Loccon, qui a servi depuis sa jeunesse à ses frais et dépens dans les dernières guerres de France, encore en service en qualité de lieutenant. Il est fils de feu Jean de Coupigny, seigneur du lieu, lieutenant-gouverneur des ville et château de Béthune, et de Jacqueline de Héricourt. Plusieurs de ses ancêtres ont été honorés du titre de chevalier.[pertinence contestée]
Sous la souveraineté de la maison d'Orange-Nassau jusqu'à la fin du XVIe siècle,Locon devient ensuite la propriété des seigneurs des Lyons de Bavincourt et est érigée en baronnie en 1714 en récompense des services rendus par François-Ignace-Léonard des Lyons.
Durant la Première Guerre mondiale, au cours de la bataille de la Lys (9 au 29 avril 1918), le village fut l'un des champs de la bataille dite d'Estaires (9 au 11 avril 1918) opposant troupes portugaises (2e division du général Gomes da Costa) et britanniques (55e division du lieutenant-général Hugh Jeudwine (en)) aux forces allemandes (VIe armée du général von Quast) ; en commémoration, sur le bord de la rue Louis-Duquesne, une borne marque le point limite de l'avancée des troupes ennemies. Au cours de cet affrontement, le village eut à déplorer, le 11 avril 1918, deux victimes civiles venant s'ajouter aux 62 morts au combat de 1914-1918.
La commune est décorée de la croix de guerre 1914-1918 par décret du 25 septembre 1920, distinction également attribuée à 276 autres communes du Pas-de-Calais.
Le 27 mai 1940, au cours de l'attaque sur Béthune par les troupes allemandes, les villages de Hinges et Locon tombent et les SS massacrent des prisonniers anglais au hameau du Paradis à Lestrem.

## Politique et administration

### Découpage territorial
La commune se trouve  dans l'arrondissement de Béthune du département du Pas-de-Calais.

#### Commune et intercommunalités
La commune était membre de la communauté d'agglomération de l'Artois créée fin 2001.
Dans le cadre des dispositions de la loi portant nouvelle organisation territoriale de la République (Loi NOTRe) du 7 août 2015, qui prévoit que les établissements publics de coopération intercommunale (EPCI) à fiscalité propre doivent avoir un minimum de 15 000 habitants, celle-ci fusionne avec la Communauté de communes Artois-Lys et la Communauté de communes Artois-Flandres, formant, le 1er janvier 2017, la communauté d'agglomération de Béthune-Bruay, Artois-Lys Romane, dont est désormais membre la commune. Elle regroupe 100 communes et compte 275 327 habitants en 2021

#### Circonscriptions administratives
La commune faisait partie de 1801 à 1973 du canton de Béthune, année où elle intègre le canton de Béthune-Nord. En 1991, elle est rattachée  au canton de Béthune-Est. Dans le cadre du redécoupage cantonal de 2014 en France, la commune est désormais rattachée au canton de Beuvry.

#### Circonscriptions électorales
Pour l'élection des députés, la commune fait partie depuis 1986 de la neuvième circonscription du Pas-de-Calais.

### Jumelages
La commune est jumelée avec :
| Ville | Ville       | Pays | Pays      | Période     |
| ----- | ----------- | ---- | --------- | ----------- |
|       | Oesbern (d) |      | Allemagne | depuis 1964 |

La commune de Oesbern est intégrée, depuis le 1er janvier 1975, à la commune de Menden.
Ce jumelage est l'un des premiers à être effectués entre l'Allemagne et la France après la guerre, notamment réalisé grâce aux convictions du maire de l'époque Maurice Cassez.

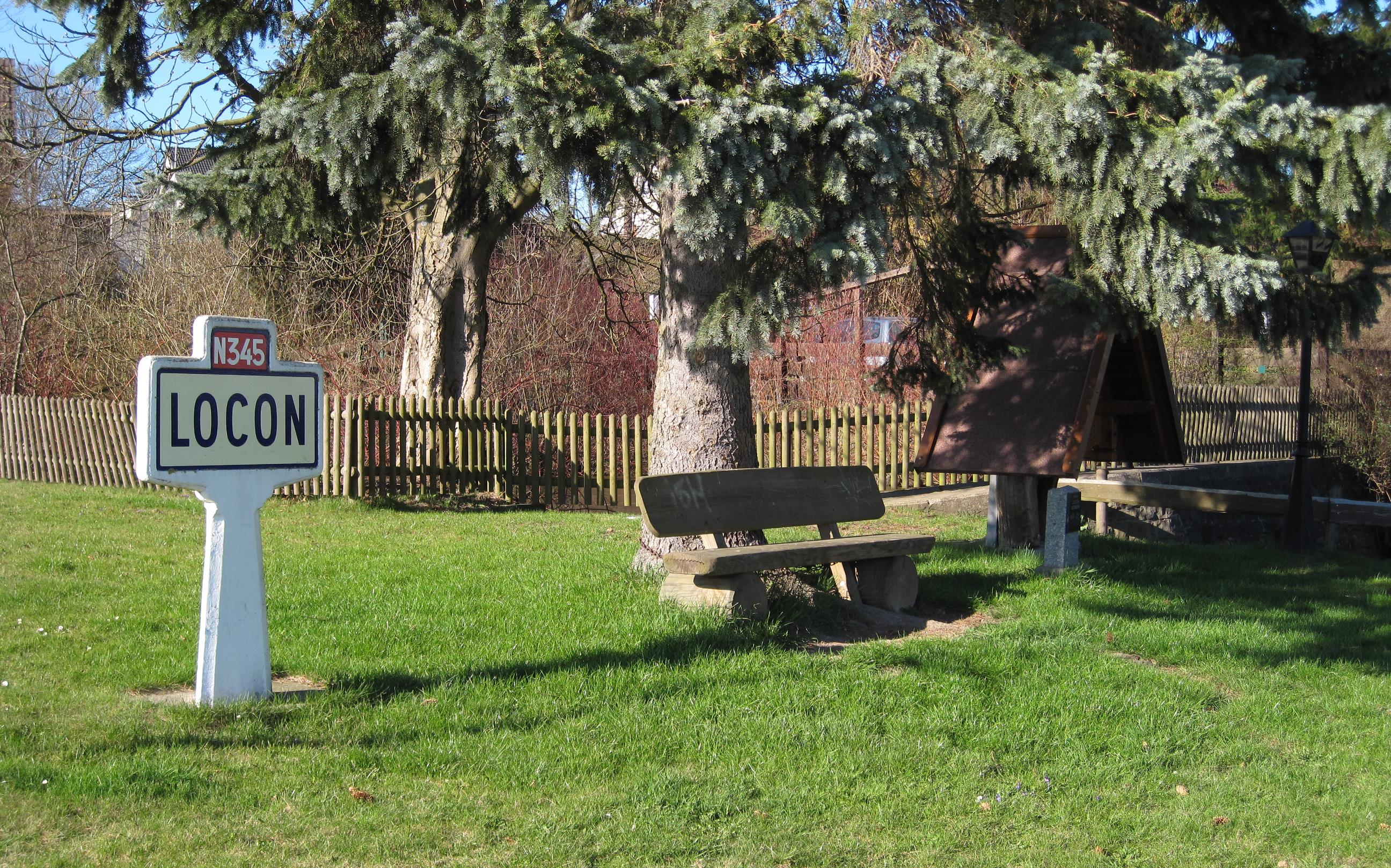
Oesbern, « Loconer Platz ».

## Population et société

### Démographie
Les habitants sont appelés les Loconois.

#### Évolution démographique
L'évolution du nombre d'habitants est connue à travers les recensements de la population effectués dans la commune depuis 1793. Pour les communes de moins de 10 000 habitants, une enquête de recensement portant sur toute la population est réalisée tous les cinq ans, les populations de référence des années intermédiaires étant quant à elles estimées par interpolation ou extrapolation. Pour la commune, le premier recensement exhaustif entrant dans le cadre du nouveau dispositif a été réalisé en 2005.

En 2022, la commune comptait 2 332 habitants, en évolution de −2,79 % par rapport à 2016 (Pas-de-Calais : −0,72 %, France hors Mayotte : +2,11 %).
| 1793  | 1800  | 1806  | 1821  | 1831  | 1836  | 1841  | 1846  | 1851  |
| ----- | ----- | ----- | ----- | ----- | ----- | ----- | ----- | ----- |
| 1 457 | 1 325 | 1 400 | 1 507 | 1 715 | 1 737 | 1 722 | 1 760 | 1 645 |

| 1856  | 1861  | 1866  | 1872  | 1876  | 1881  | 1886  | 1891  | 1896  |
| ----- | ----- | ----- | ----- | ----- | ----- | ----- | ----- | ----- |
| 1 618 | 1 554 | 1 521 | 1 508 | 1 402 | 1 298 | 1 326 | 1 255 | 1 263 |

| 1901  | 1906  | 1911  | 1921  | 1926  | 1931  | 1936  | 1946  | 1954  |
| ----- | ----- | ----- | ----- | ----- | ----- | ----- | ----- | ----- |
| 1 250 | 1 303 | 1 288 | 1 049 | 1 147 | 1 128 | 1 128 | 1 042 | 1 115 |

| 1962  | 1968  | 1975  | 1982  | 1990  | 1999  | 2005  | 2006  | 2010  |
| ----- | ----- | ----- | ----- | ----- | ----- | ----- | ----- | ----- |
| 1 191 | 1 205 | 1 393 | 1 802 | 2 156 | 2 233 | 2 435 | 2 432 | 2 317 |

| 2015  | 2020  | 2022  | - | - | - | - | - | - |
| ----- | ----- | ----- | - | - | - | - | - | - |
| 2 385 | 2 361 | 2 332 | - | - | - | - | - | - |

#### Pyramide des âges
En 2018, le taux de personnes d'un âge inférieur à 30 ans s'élève à 28,8 %, soit en dessous de la moyenne départementale (36,7 %). À l'inverse, le taux de personnes d'âge supérieur à 60 ans est de 32,8 % la même année, alors qu'il est de 24,9 % au niveau départemental.
En 2018, la commune comptait 1 212 hommes pour 1 218 femmes, soit un taux de 50,12 % de femmes, légèrement inférieur au taux départemental (51,50 %).
Les pyramides des âges de la commune et du département s'établissent comme suit.
| Hommes | Classe d’âge | Femmes |
| ------ | ------------ | ------ |
| 0,8    | 90 ou +      | 1,0    |
| 6,5    | 75-89 ans    | 7,4    |
| 24,3   | 60-74 ans    | 25,8   |
| 22,7   | 45-59 ans    | 22,8   |
| 15,4   | 30-44 ans    | 15,7   |
| 13,6   | 15-29 ans    | 11,8   |
| 16,8   | 0-14 ans     | 15,5   |

| Hommes | Classe d’âge | Femmes |
| ------ | ------------ | ------ |
| 0,5    | 90 ou +      | 1,6    |
| 5,6    | 75-89 ans    | 8,9    |
| 16,7   | 60-74 ans    | 18,1   |
| 20,2   | 45-59 ans    | 19,2   |
| 18,9   | 30-44 ans    | 18,1   |
| 18,2   | 15-29 ans    | 16,2   |
| 19,9   | 0-14 ans     | 17,9   |

## Culture locale et patrimoine

### Lieux et monuments

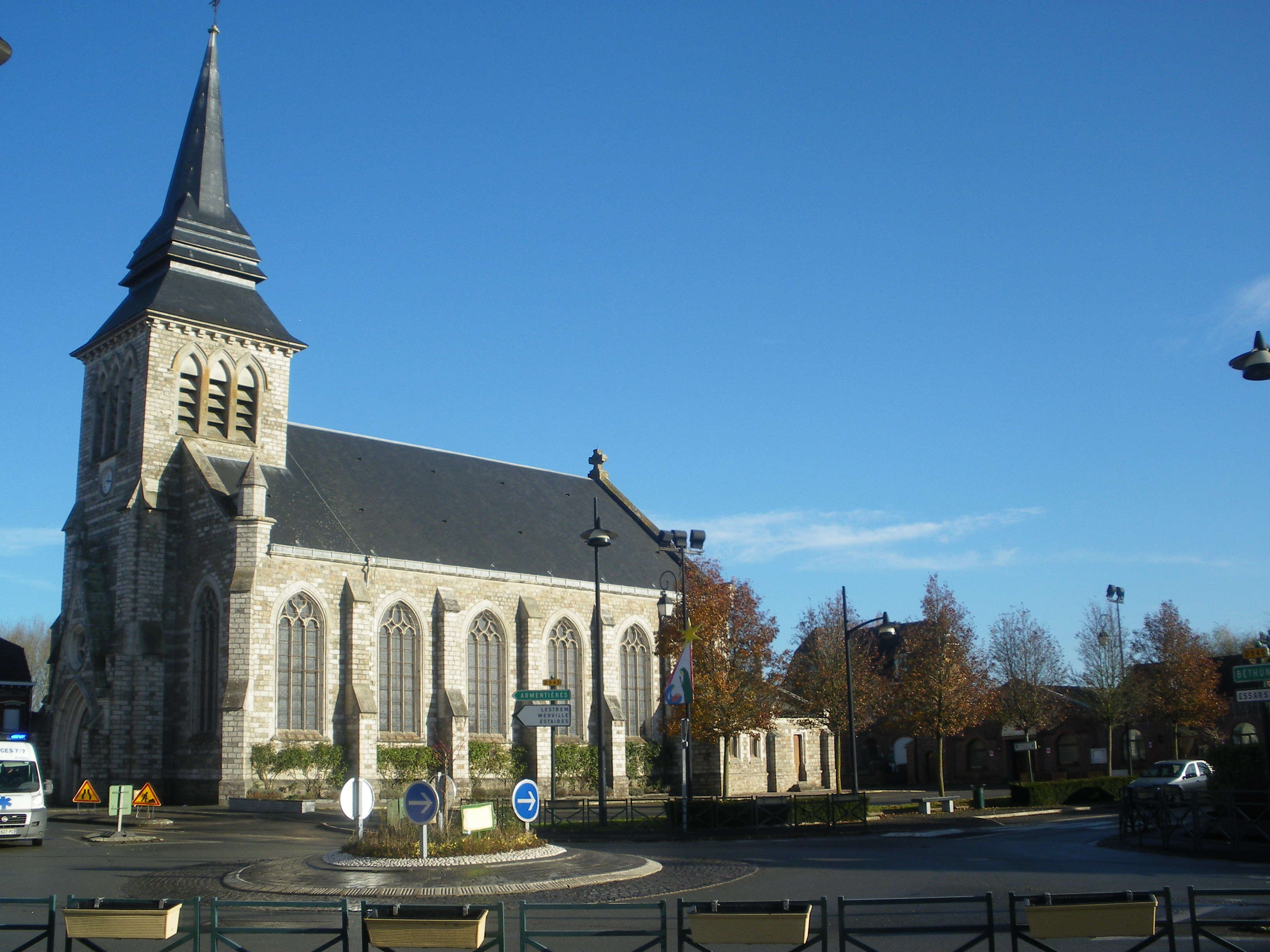
Centre de la commune, avec l'église Saint-Maur.

- L'église Saint-Maur est construite en pierre et date du début du XXe siècle, le précédent édifice ayant été détruit durant la Première Guerre mondiale. Elle est située au centre du village sur la RD 945 (rue du 11-Novembre), la place de l'Église jouxtant la mairie du village.

Les vitraux de cette église datent du XVIe siècle sont la propriété de la commune ; ils ont été déposés en 1914 pour éviter leur destruction lors du premier conflit mondial et furent remontés dans quatre verrières dans la nouvelle église. Ces vitraux, uniques spécimens du XVIe siècle dans le département du Pas-de-Calais, sont classés au titre d'objet des monuments historiques.
Un premier vitrail nommé La Résurrection a été rénové il y a quelque temps par Maître Courageux qui a utilisé la technique dite du micro-plomb qui donne un plus grande luminosité au vitrail.
- Le monument aux morts avec Le Poilu victorieux, du sculpteur Eugène Bénet, qui orne le monument[50].

### Personnalités liées à la commune
- Louis Blaringhem (1878-1958), botaniste et agronome, né dans la commune.

### Héraldique
| Blason de Locon | Blason  | D'argent à la fasce de gueules accompagnée de trois coqs de sable, crêtés et barbés de gueules, rangés en chef. |
| Blason de Locon | Détails | Le statut officiel du blason reste à déterminer.                                                                |

## Pour approfondir

#### Bases de données, dictionnaires et encyclopédies
- Ressources relatives à la géographie :   - Insee (communes)
  - Ldh/EHESS/Cassini
- Ressource relative à la santé :   - Fichier national des établissements sanitaires et sociaux
- Ressource relative à plusieurs domaines :   - Annuaire du service public français
- Notices d'autorité :   - BnF (données)